# Ferrocarriles de Sverdlovsk

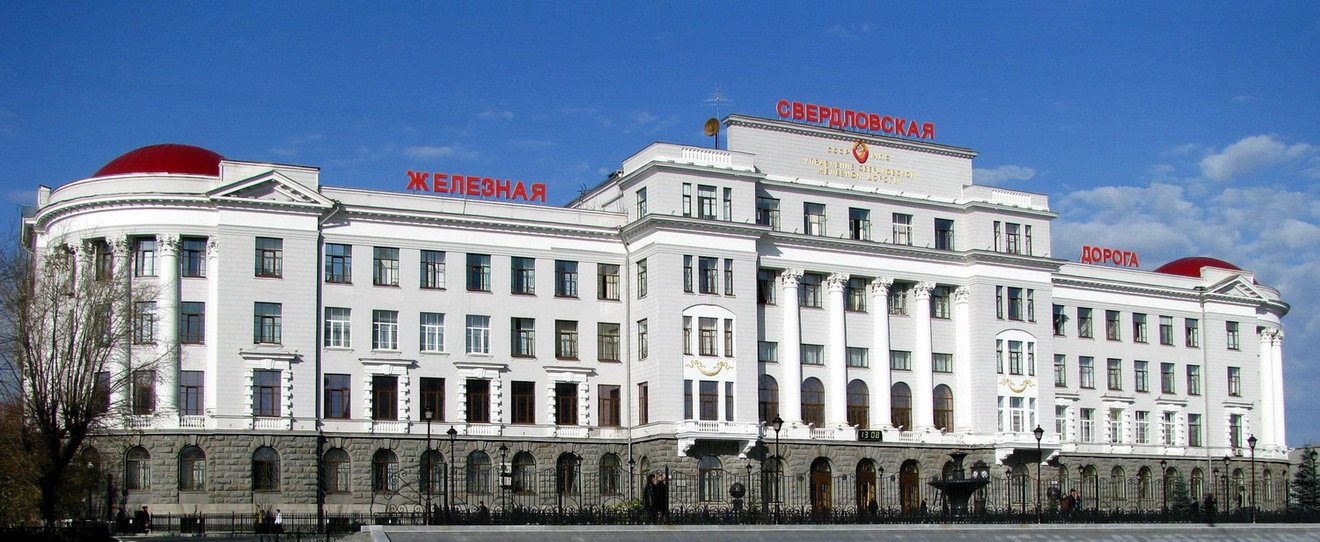
Sede central de Yekaterinburgo

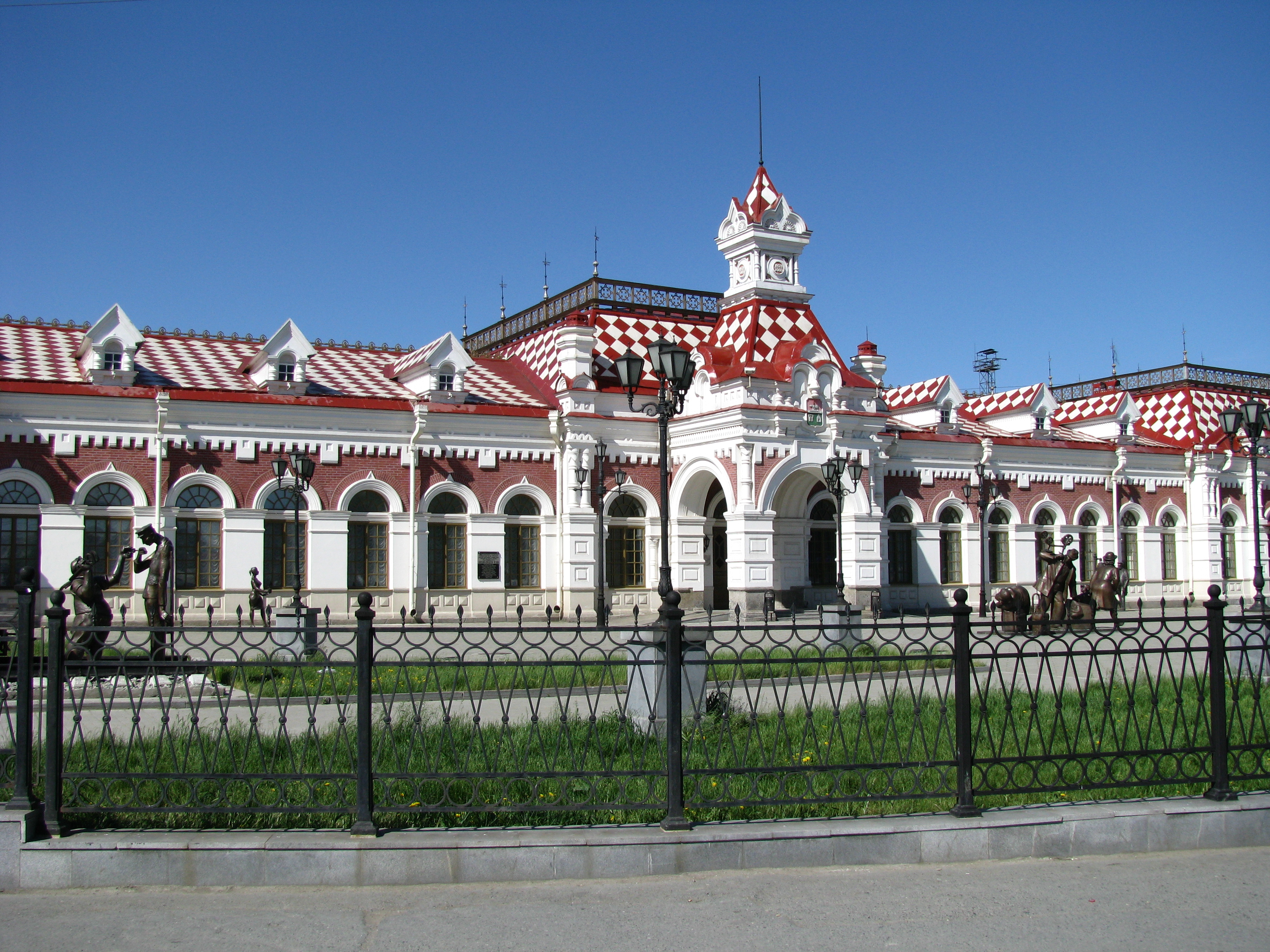
Museo ferroviario, antigua estación de Sverdlovsk

Los Ferrocarriles de Sverdlovsk (SvZhD) (en ruso: Свердловская железная дорога, romanizado: Sverdlovskaya Zheleznaya Doroga) es una de las 16 ramas territoriales de los Ferrocarriles Rusos que presta servicios a la infraestructura ferroviaria de los Urales y Siberia Occidental, y que tiene su sede en Yekaterinburgo, Sverdlovsk.  
Tiene una extensión de 7152,20 km siendo la red con mayor número de pasajeros y considerada una de las redes férreas más extensas de Europa. Opera en la zona de los Urales (Sverdlovsk, Perm, Cheliábinsk, Kurgán, Udmurtia, Baskiria), las regiones de Siberia Occidental (Tiumén, Janty-Mansi, Yamalia-Nenetsia, Omsk), la región Rusoeuropea del Norte (Arcángel) y Volgo-Viatski (Kirov)
Es junto a Ferrocarriles de Yamalia, una de las operadoras que enlazan con la línea Transpolar con acceso a los trenes de mercancías a los recursos gasísticos del Ártico ruso.

## Historia
En 1879 se construyó la línea Yekaterinburgo-Perm hacia el oeste partiendo desde la capital del óblast como centro y seis años después Yekaterinburgo-Tiumén hacia el este. En 1900 fueron inaugurados los trayectos Yekaterunburgo-Cheliábinsk y Perm-Kirov-Kotlas. En aquel entonces, el sistema ferroviario operaba bajo el nombre de Red Ferroviaria de los Urales hasta que fue renombrado como Ferrocarriles de Perm. 
En 1913 el tramo de Tiumén fue ampliado hasta Omsk.